# Balacra fenestrata
Balacra fenestrata är en fjärilsart som beskrevs av Jordan 1904. Balacra fenestrata ingår i släktet Balacra och familjen björnspinnare. Inga underarter finns listade i Catalogue of Life.